# Пунта-делла-Догана
Пу́нта-де́лла-Дога́на (італ. Punta della Dogana) — центр сучасного мистецтва у м. Венеції, Італія. Відкритий у 2009 році фондом Піно як виставковий простір для колекції французького мільярдера Франсуа Піно; реконструкцію здійснив японський архітектор Тадао Андо (нар. 1941).
Розташовується у будівлі колишньої міської митниці на острові Дорсодуро між Великим каналом і каналом Джудекка.

## Історія

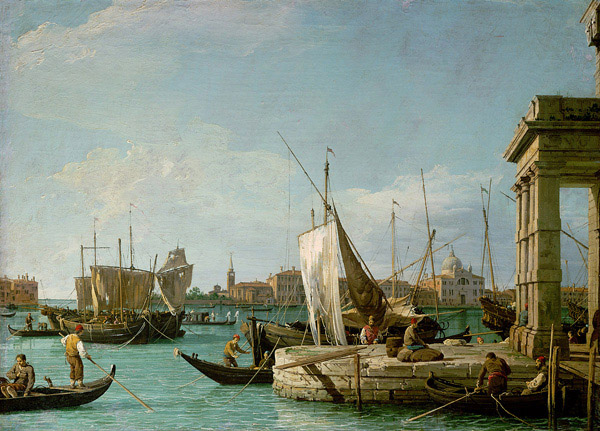
Каналетто. «Митна пристань у Венеції», бл. 1724/1730. Музей історії мистецтв, Відень

У XV столітті митні будинки, які були розташовані в р-ні Кастелло, неподалік від Арсеналу, поділялися на сухопутну та морську митниці. Морська митниця згодом була переміщена до Пунти-делла-Догана (Догана-да-Мар), на край острова Дорсодуро, яка тоді мала назву «Пунта-дель-Сале», оскільки там розташовувались соляні склади.
У 1631 році почались будівельні роботи базиліки Санта-Марія-делла-Салуте на честь позбавлення міста від епідемії чуми 1630—1631 років. Роботу доручили архітектору Бальдассаре Лонгені (1598—1682). У 1677 році почалась реконструкція Догана-да-Мар за проектом архітектора Джузеппе Беноні (1618—1684). Беноні прагнув збудувати вежу на краю острова, увінчану статуєю (роботи скульптора Бернардо Фальконе) у вигляді двох атлантів, що підтримують позолочену кулю, на якій стоїть алегорія Фортуни і вказуює напрямок вітру.
Упродовж XVIII— XIX століть Пунта-делла-Догана зазнала значних змін: будівлю було перебудовано у період окупації австрійцями і реконструйовано архітектором Альвізе Пігацці між 1835–1838 роками.
19 липня 2006 року місто Венеція оголосила про конкурс на створення центру сучасного мистецтва в Пунта-делла-Догана. Палаццо Грассі, під керівництвом Жана-Жака Айягона, став одним із кандидатів конкуруючи з фондом Гуггенгайма. 27 квітня 2007 палаццо Грассі став переможцем конкурсу. 8 червня 2007 року підписанано партнерства між містом Венецією і палаццо Грассі на 33 роки; відбулась публічна презентація архітектурного проекту Тадао Андо нового центру сучасного мистецтва в Пунта-делла-Догана.
З 21 січня 2008 року по 16 березня 2009 року тривали реставраційні роботи (14 місяців). 6 червня 2009 року відбулось відкриття центру для публіки виставкою «Mapping the Studio: Artists from the François Pinault Collection». Відкриття центру було приурочено до 53-го Венеційського бієнале.

## Архітектура

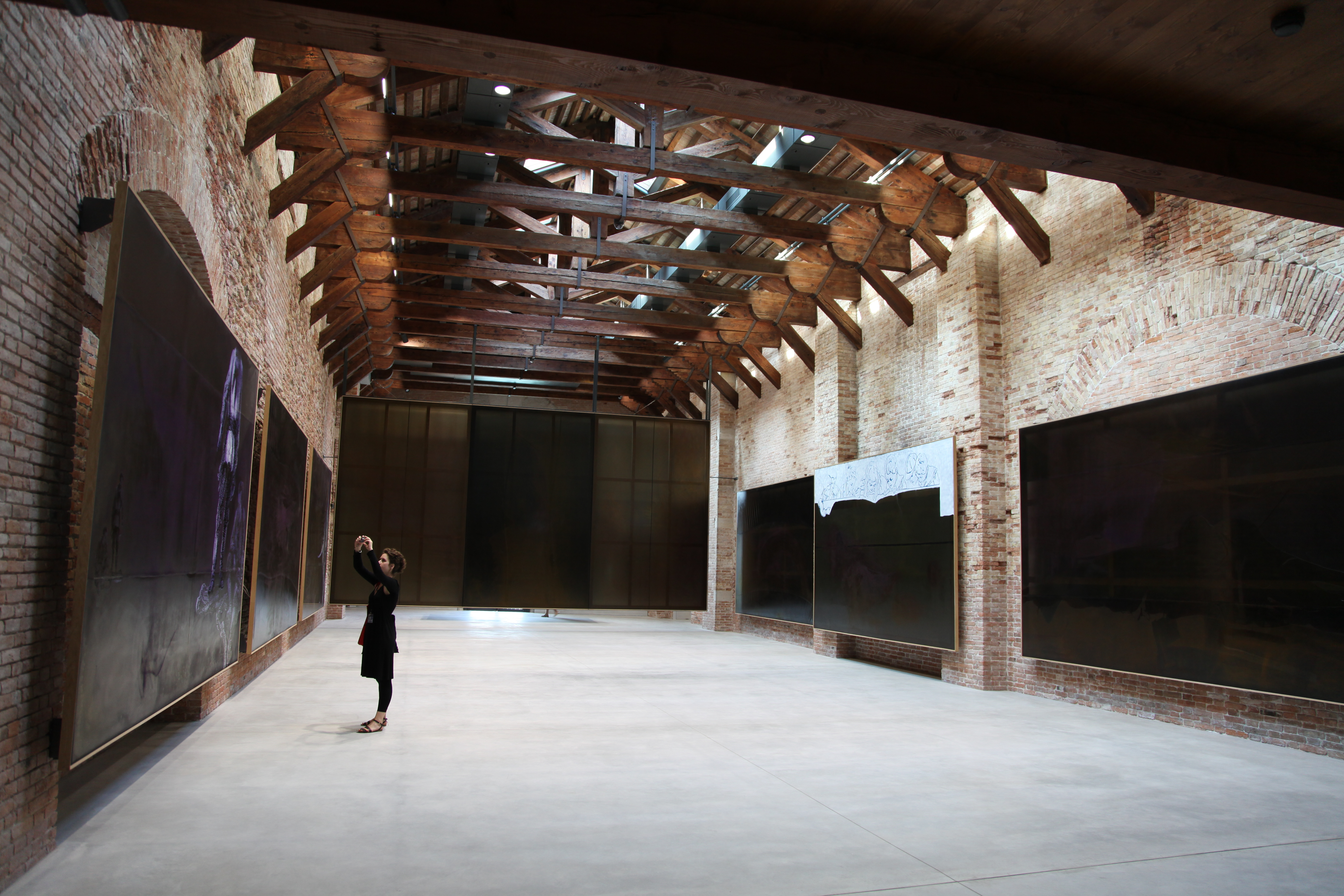
Виставкові зали після реконструкції Тадао Андо. 2008—2009

Французький мільядер Франсуа Піно, власник Gucci Group, удруге звернувся до японського архітектора Тадао Андо (нар. 1941) для створення у місті Венеції виставкового простору для колекції творів сучасного мистецтва. Раніше, у 2006 році, за проектом Андо було реконструйовано палаццо Грассі у Венеції. Але зали палаццо виявились недостатньо просторими, і Піно придбав комплекс морської митниці (Пунта делла Догана, або Догана да Мар), що пустував вже понад 30 років.
Трикутна в плані будівля на «стрілці» на острові Дорсодуро між Великим каналом і каналом Джудекка, розташована майже навпроти площі св. Марка, поруч з церквою Санта-Марія-делла-Салуте.
Андо прибрав всі внутрішні перегородки та прибудови у Пунта-делла-Догана, що з'явилися там після XVII століття, і замінив їх на структуру з грубого бетону: зали були розташовані на двох поверхах із широким використанням природного освітлення і згруповані навколо центрального двосвітного простору. Були ретельно відреставровані облицьовані мармуром фасади комплексу, повністю були замінені 20 воріт, що виходять на воду, тільки через які і можна привозити і відвозити твори мистецтва та інші вантажі. Усередині також були відреставровані цегляна кладка історичних стін і дерев'яні перекриття (в окремих випадках їх частини були замінені на матове скло).

## Експозиція
Загальна виставкова площа в Пунта-делла-Догана складає 5 000 м² в, на якій постійно експонуються 141 з приблизно 2 500 творів з колекції Піно, а також проводяться тимчасові виставки.